# Macrocera vulcania
Macrocera vulcania är en tvåvingeart som beskrevs av Loïc Matile 1979. Macrocera vulcania ingår i släktet Macrocera och familjen platthornsmyggor. Inga underarter finns listade i Catalogue of Life.